# Franklin County (Indiana)
Franklin County is een county in de Amerikaanse staat Indiana.
De county heeft een landoppervlakte van 1.000 km² en telt 22.151 inwoners (volkstelling 2000). De hoofdplaats is Brookville.

## Bevolkingsontwikkeling

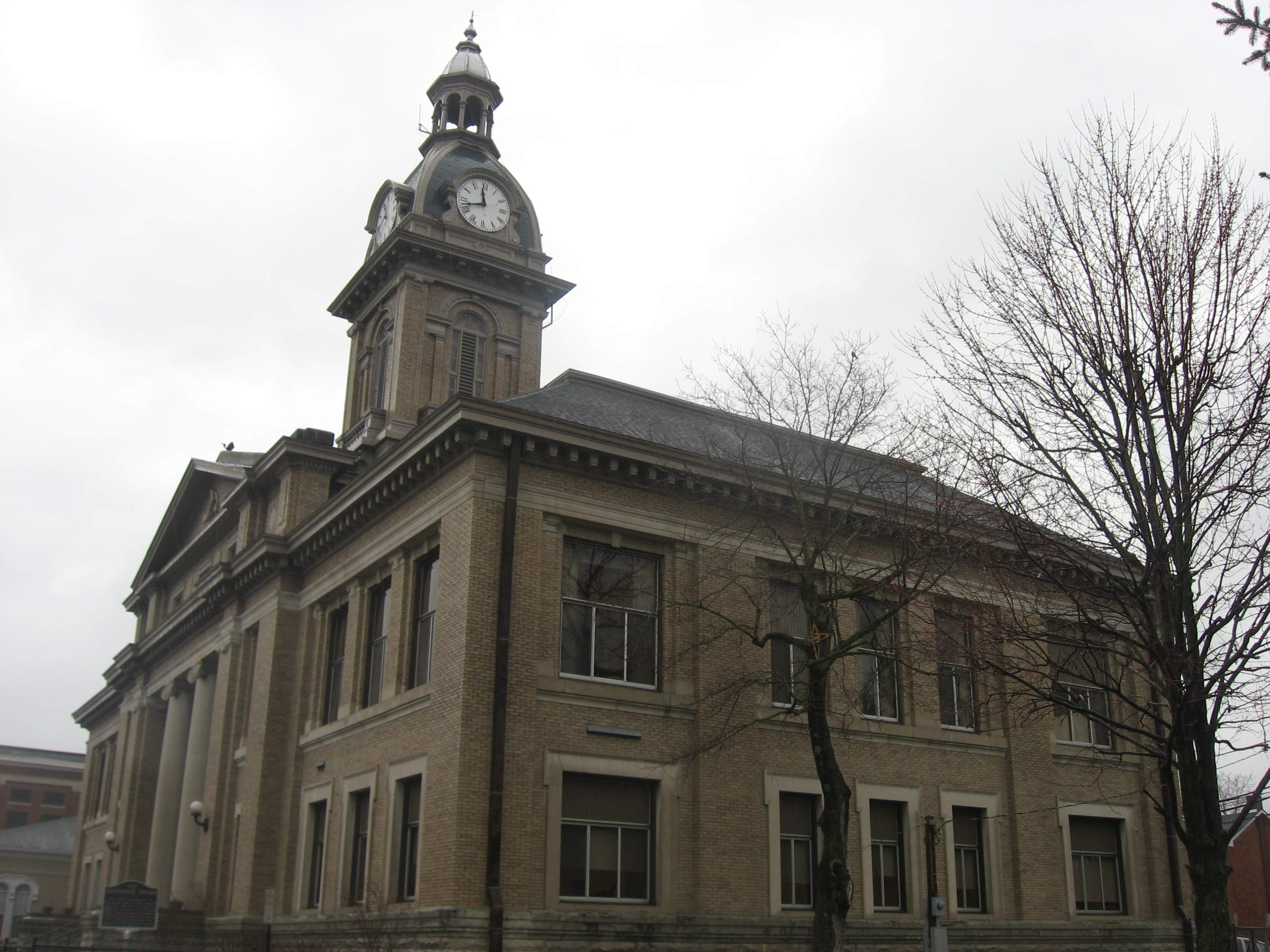
Franklin County Courthouse